# Christian Jaser

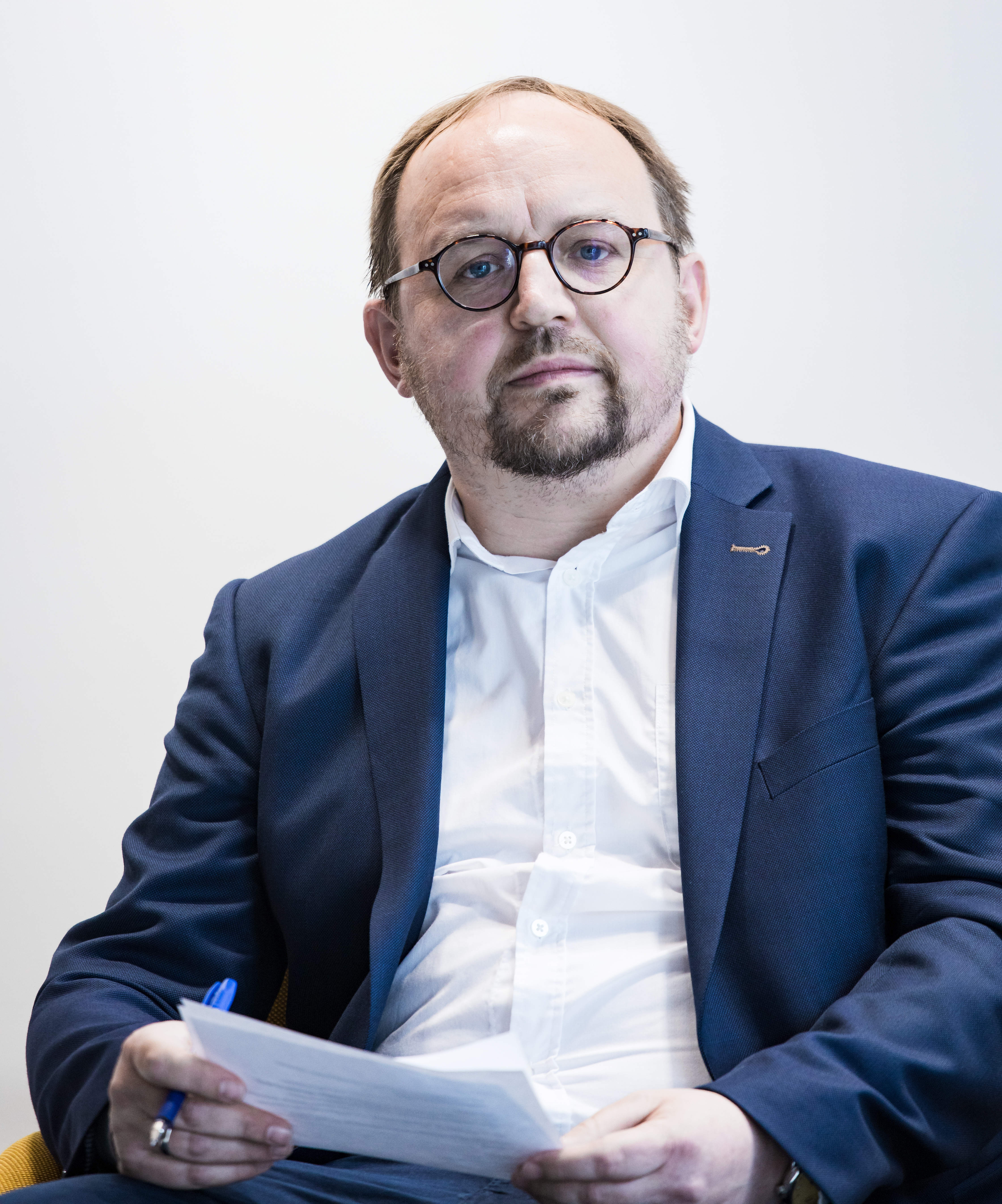
Christian Jaser, bei einer von ihm initiierten Podiumsdiskussion zu „Herausforderungen der Kölner Stadtgeschichtsschreibung am Historischen Archiv“, 2022

Christian Jaser (* 1975 in Schwabmünchen) ist ein deutscher Historiker.
Christian Jaser studierte von 1996 bis 2003 Mittelalterliche Geschichte, Neuere/Neueste Geschichte, Historische Hilfswissenschaften und Mittellateinische Philologie an der Ludwig-Maximilians-Universität München, der Humboldt-Universität zu Berlin und der Freien Universität Berlin. Von 2004 bis 2007 war er Stipendiat am DFG-Graduiertenkolleg „Codierung von Gewalt im medialen Wandel“ an der Humboldt-Universität zu Berlin und von 2007 bis 2010 war er wissenschaftlicher Mitarbeiter am dortigen Lehrstuhl für Geschichte der Frühen Neuzeit. Dort wurde er 2011 promoviert bei Johannes Helmrath mit der Arbeit Ecclesia maledicens. Rituelle und zeremonielle Exkommunikationsformen im Mittelalter. Er war 2008 und erneut 2014/15 Stipendiat des Deutschen Historischen Instituts in Rom. An der École des hautes études en sciences sociales war er 2011 Gastwissenschaftler. Von 2013 bis 2020 war er Wissenschaftlicher Mitarbeiter am Lehrstuhl für Mittelalterliche Geschichte an der HU Berlin. Er hatte von 2017 bis 2018 ein Fellowship am Historischen Kolleg. Er war von 2011 bis 2013 Wissenschaftlicher Mitarbeiter im DFG-Projekt „Der mittelalterliche Zweikampf als agonale Praktik zwischen Recht, Ritual und Leibesübung“ der Technischen Universität Dresden. Im Jahr 2013 war er Wissenschaftlicher Mitarbeiter am Teilprojekt A 1 „Oratorik“ am DFG-Sonderforschungsbereich 640 „Repräsentationen sozialer Ordnungen im Wandel“ der Humboldt-Universität zu Berlin.
Im Juli 2019 habilitierte er sich in Mittelalterlicher Geschichte an der Humboldt-Universität zu Berlin mit dem Thema Palio und Scharlach. Städtische Sportkulturen des 15. und frühen 16. Jahrhunderts am Beispiel italienischer und oberdeutscher Pferderennen. Von 2019 bis 2020 hatte er eine Vertretung (50 %) des Lehrstuhls für Geschichte des Mittelalters in vergleichender Perspektive, mit dem Schwerpunkt Früh- und Hochmittelalter, an der HU Berlin. Er lehrte ab 31. Dezember 2020 als Universitätsprofessor für Mittelalterliche Geschichte und Historische Grundwissenschaften an der Alpen-Adria-Universität Klagenfurt. Seit 1. November 2023 ist er Professor für Mittelalterliche Geschichte an der Universität Kassel.
Jaser forscht schwerpunktmäßig zur europäischen Geschichte des Früh-, Hoch- und Spätmittelalters, transalpinen vergleichenden Stadtgeschichte, Kirchen- und Papstgeschichte, Sportgeschichte, Historischen Ritualforschung, Wirtschaftsgeschichte und Mittelalterrezeption. In seiner Dissertation untersuchte er die Entwicklung der Exkommunikation vom 10. bis zum 16. Jahrhundert unter besonderer Berücksichtigung neuerer Fragestellungen zur Geschichte von Ritualen und performativen Akten. Für seine Habilitationsschrift wurde ihm 2020 der Preis der Humboldt-Universität für hervorragende Leistungen auf dem Gebiet der Mittelalterlichen Geschichte verliehen.

## Schriften (Auswahl)
Monographien
- Ecclesia maledicens. Rituelle und zeremonielle Exkommunikationsformen im Mittelalter (= Spätmittelalter, Humanismus, Reformation. Bd. 75). Mohr Siebeck, Tübingen 2013, ISBN 978-3-16-151927-7.

Herausgeberschaften
- mit Tobias Daniels, Thomas Woelki: Das Interdikt in der europäischen Vormoderne (= Zeitschrift für historische Forschung. Beiheft. Bd. 57). Duncker & Humblot, Berlin 2021, ISBN 978-3-428-18221-3.
- mit Harald Müller, Thomas Woelki: Eleganz und Performanz. Von Rednern, Humanisten und Konzilsvätern. Johannes Helmrath zum 65. Geburtstag. Böhlau, Wien u. a. 2018, ISBN 3-412-50136-0.
- mit Uwe Israel: Agon und Distinktion. Soziale Räume des Zweikampfs zwischen Mittelalter und Neuzeit. LIT, Berlin u. a. 2016, ISBN 978-3-643-12878-2.
- mit Ute Lotz-Heumann, Matthias Pohlig: Alteuropa – Vormoderne – Neue Zeit. Epochen und Dynamiken der europäischen Geschichte (1200–1800) (= Zeitschrift für Historische Forschung. Beiheft 46). Duncker & Humblot, Berlin 2012, ISBN 978-3-428-13867-8.